# کوه شیگولوان
کوه شیگولوان (به لاتین: Mount Xiuguluan) یک کوه در تایوان است که در Xinyi, Nantou واقع شده‌است.